# Oulad Sbih
Oulad Sbih (franska: Oulad Sbih (CR), Oulad Sbih (Commune Rurale), arabiska: أولاد امسبل) är en kommun i Marocko.   Den ligger i provinsen El Kelaâ des Sraghna och regionen Marrakech-Safi, i den norra delen av landet, 230 km söder om huvudstaden Rabat. Antalet invånare är 6 131.